# Hachikō-Linie
| Dieseltriebzug der Baureihe KiHa 110 südlich von Takezawa |                               |                             |                             |
| |                               |                             |                             |
| Streckenlänge: | 92,0 km                       |                             |                             |
| Spurweite: | 1067 mm (Kapspur)             |                             |                             |
| Stromsystem: | Hachiōji – Komagawa: 1500 V = |                             |                             |
| Maximale Neigung: | 20 ‰                          |                             |                             |
| Streckengeschwindigkeit: | 85 km/h                       |                             |                             |
| Zweigleisigkeit: | Kita-Fujioka – Kuragano       |                             |                             |
| |                               |                             |                             |
| Gesellschaft: | JR East                       |                             |                             |
| \| \| \| ↑ Chūō-Hauptlinie \| 1901– \| \| \| 0,0 \| Hachiōji (八王子) \| 1889– \| \| \| \| Keiō-Hachiōji (京王八王子) \| \| \| \| \| ← Yokohama-Linie \| 1908– \| \| \| \| ← Keiō-Linie \| 1925– \| \| \| \| ← Chūō-Hauptlinie \| 1889– \| \| \| \| ← (Chūō-Schnellbahnlinie) \| 1932– \| \| \| \| Asa-gawa \| \| \| \| 3,1 \| Kita-Hachiōji (北八王子) \| 1959– \| \| \| \| Chūō-Autobahn \| \| \| \| 5,1 \| Komiya (小宮) \| 1931– \| \| \| \| Tama-gawa \| \| \| \| \| ← Itsukaichi-Linie \| 1930–1944 \| \| \| \| ← Ōme-Linie \| 1894– \| \| \| \| Abstellanlage Tachikawa \| \| \| \| \| ← Seibu Haijima-Linie \| 1968– \| \| \| 9,9 \| Haijima (拝島) \| 1894– \| \| \| \| \| \| \| \| \| → Itsukaichi-Linie \| 1925– \| \| \| \| → Ōme-Linie \| 1894– \| \| \| 12,7 \| Higashi-Fussa (東福生) \| 1931– \| \| \| \| \| \| \| \| \| \| \| \| \| 15,7 \| Hakonegasaki (箱根ケ崎) \| 1931– \| \| \| \| Ken-Ō-Autobahn \| \| \| \| 20,5 \| Kaneko (金子) \| 1931– \| \| \| \| Kasumi-gawa \| \| \| \| \| Iruma-gawa \| \| \| \| \| → Seibu Ikebukuro-Linie \| 1915– \| \| \| \| Hannō (飯能) \| \| \| \| 25,6 \| Higashi-Hannō (東飯能) \| 1931– \| \| \| \| → Seibu Ikebukuro-Linie \| 1929– \| \| \| \| Koaze-kawa \| \| \| \| 31,1 \| Komagawa (高麗川) \| 1933– \| \| \| \| ← Kawagoe-Linie \| 1940– \| \| \| \| ← Werksbahn Taiheiyo Cement \| \| \| \| \| Koma-gawa \| \| \| \| 36,9 \| Moro (毛呂) \| 1933– \| \| \| \| ← Tōbu Ogose-Linie \| 1934– \| \| \| 39,6 \| Ogose (越生) \| 1933– \| \| \| \| Oppe-gawa \| \| \| \| 44,8 \| Myōkaku (明覚) \| 1934– \| \| \| \| Toki-gawa \| \| \| \| \| Kabuto-gawa \| \| \| \| \| ← Tōbu Tōjō-Hauptlinie \| 1923– \| \| \| 52,8 \| Ogawamachi (小川町) \| 1923– \| \| \| \| ← Tōbu Tōjō-Hauptlinie \| 1925– \| \| \| 56,3 \| Takezawa (竹沢) \| 1934– \| \| \| 60,3 \| Orihana (折原) \| 1934– \| \| \| \| Arakawa \| \| \| \| \| \| \| \| \| \| → Chichibu-Hauptlinie \| 1901– \| \| \| 63,9 \| Yorii (寄居) \| 1901– \| \| \| \| ← Tōbu Tōjō-Hauptlinie \| 1925– \| \| \| \| ← Chichibu-Hauptlinie \| 1903– \| \| \| \| \| \| \| \| 68,4 \| Yōdo (用土) \| 1933– \| \| \| 71,1 \| Matsuhisa (松久) \| 1933– \| \| \| \| Koyama-gawa \| \| \| \| 75,9 \| Kodama (児玉) \| 1931– \| \| \| 80,0 \| Tanshō (丹荘) \| 1931– \| \| \| \| → Jōbu Tetsudō \| 1942–1988 \| \| \| \| Kanna-gawa \| \| \| \| 84,7 \| Gunma-Fujioka (群馬藤岡) \| 1931– \| \| \| \| Nukui-gawa \| \| \| \| \| ↔ Jōetsu-Shinkansen \| 1982– \| \| \| \| Jōshin’etsu-Autobahn \| \| \| \| \| ← Takasaki-Linie \| 1884– \| \| \| 88,4 \| Kita-Fujioka (北藤岡) \| 1931– \| \| \| \| \| \| \| \| 88,5 \| Ausweiche Ono \| –1961 \| \| \| \| Karasu-gawa \| \| \| \| \| ← Iwahana-Kleinbahn \| 1917– \| \| \| 92,0 \| Kuragano (倉賀野) \| 1894– \| \| \| \| ↓ Takasaki-Linie \| 1884– \| \| \| \| 96,4 Takasaki (高崎) \| \| |                               |                             |                             |
| Strecke |                               | ↑ Chūō-Hauptlinie           | 1901–                       |
| Bahnhof | 0,0                           | Hachiōji (八王子)           | 1889–                       |
| Strecke · Haltepunkt / Haltestelle Streckenanfang (im Tunnel) |                               | Keiō-Hachiōji (京王八王子)  | Keiō-Hachiōji (京王八王子)  |
| Tunnelende |                               | ← Yokohama-Linie            | 1908–                       |
| Kreuzung geradeaus oben · Kreuzung geradeaus oben · Strecke nach rechts |                               | ← Keiō-Linie                | 1925–                       |
| Strecke nach rechts · Strecke |                               | ← Chūō-Hauptlinie           | 1889–                       |
| Strecke |                               | ← (Chūō-Schnellbahnlinie)   | 1932–                       |
| Brücke über Wasserlauf |                               | Asa-gawa                    | Asa-gawa                    |
| Bahnhof | 3,1                           | Kita-Hachiōji (北八王子)    | 1959–                       |
| |                               | Chūō-Autobahn               |                             |
| Bahnhof | 5,1                           | Komiya (小宮)               | 1931–                       |
| Brücke über Wasserlauf |                               | Tama-gawa                   | Tama-gawa                   |
| Kreuzung geradeaus oben (Querstrecke außer Betrieb) · Strecke von rechts (außer Betrieb) |                               | ← Itsukaichi-Linie          | 1930–1944                   |
| Kreuzung geradeaus oben · Abzweig ehemals geradeaus und von rechts |                               | ← Ōme-Linie                 | 1894–                       |
| Strecke · Blockstelle |                               | Abstellanlage Tachikawa     | Abstellanlage Tachikawa     |
| Strecke von rechts · Strecke · Strecke |                               | ← Seibu Haijima-Linie       | 1968–                       |
| | 9,9                           | Haijima (拝島)              | 1894–                       |
| |                               |                             |                             |
| Strecke · Abzweig geradeaus und nach links |                               | → Itsukaichi-Linie          | 1925–                       |
| Strecke · Strecke nach links |                               | → Ōme-Linie                 | 1894–                       |
| Bahnhof | 12,7                          | Higashi-Fussa (東福生)      | 1931–                       |
| Abzweig ehemals geradeaus und nach links · Strecke von rechts |                               |                             |                             |
| Abzweig ehemals geradeaus und von links · Strecke nach rechts |                               |                             |                             |
| Bahnhof | 15,7                          | Hakonegasaki (箱根ケ崎)     | 1931–                       |
| |                               | Ken-Ō-Autobahn              |                             |
| Bahnhof | 20,5                          | Kaneko (金子)               | 1931–                       |
| Brücke über Wasserlauf |                               | Kasumi-gawa                 | Kasumi-gawa                 |
| Brücke über Wasserlauf |                               | Iruma-gawa                  | Iruma-gawa                  |
| Kreuzung geradeaus oben · Strecke von rechts |                               | → Seibu Ikebukuro-Linie     | 1915–                       |
| Strecke |                               | Hannō (飯能)                | Hannō (飯能)                |
| | 25,6                          | Higashi-Hannō (東飯能)      | 1931–                       |
| Strecke · Strecke nach links |                               | → Seibu Ikebukuro-Linie     | 1929–                       |
| Brücke über Wasserlauf |                               | Koaze-kawa                  | Koaze-kawa                  |
| Bahnhof | 31,1                          | Komagawa (高麗川)           | 1933–                       |
| Strecke quer · Abzweig geradeaus und nach rechts |                               | ← Kawagoe-Linie             | 1940–                       |
| Blockstelle quer (Strecke außer Betrieb) · Abzweig geradeaus und ehemals nach rechts |                               | ← Werksbahn Taiheiyo Cement | ← Werksbahn Taiheiyo Cement |
| Brücke über Wasserlauf |                               | Koma-gawa                   | Koma-gawa                   |
| Bahnhof | 36,9                          | Moro (毛呂)                 | 1933–                       |
| Strecke von rechts · Strecke |                               | ← Tōbu Ogose-Linie          | 1934–                       |
| | 39,6                          | Ogose (越生)                | 1933–                       |
| Brücke über Wasserlauf |                               | Oppe-gawa                   | Oppe-gawa                   |
| Bahnhof | 44,8                          | Myōkaku (明覚)              | 1934–                       |
| Brücke über Wasserlauf |                               | Toki-gawa                   | Toki-gawa                   |
| Brücke über Wasserlauf |                               | Kabuto-gawa                 | Kabuto-gawa                 |
| Kreuzung geradeaus oben · Strecke von rechts |                               | ← Tōbu Tōjō-Hauptlinie      | 1923–                       |
| | 52,8                          | Ogawamachi (小川町)         | 1923–                       |
| Kreuzung geradeaus unten · Strecke nach rechts |                               | ← Tōbu Tōjō-Hauptlinie      | 1925–                       |
| Haltepunkt / Haltestelle | 56,3                          | Takezawa (竹沢)             | 1934–                       |
| Haltepunkt / Haltestelle | 60,3                          | Orihana (折原)              | 1934–                       |
| Brücke über Wasserlauf |                               | Arakawa                     | Arakawa                     |
| |                               |                             |                             |
| Strecke von links · Abzweig quer und von links · Kreuzung geradeaus unten |                               | → Chichibu-Hauptlinie       | 1901–                       |
| | 63,9                          | Yorii (寄居)                | 1901–                       |
| Strecke nach rechts |                               | ← Tōbu Tōjō-Hauptlinie      | 1925–                       |
| Strecke nach rechts · Strecke |                               | ← Chichibu-Hauptlinie       | 1903–                       |
| |                               |                             |                             |
| Haltepunkt / Haltestelle | 68,4                          | Yōdo (用土)                 | 1933–                       |
| Haltepunkt / Haltestelle | 71,1                          | Matsuhisa (松久)            | 1933–                       |
| Brücke über Wasserlauf |                               | Koyama-gawa                 | Koyama-gawa                 |
| Bahnhof | 75,9                          | Kodama (児玉)               | 1931–                       |
| Bahnhof | 80,0                          | Tanshō (丹荘)               | 1931–                       |
| Abzweig geradeaus und ehemals nach links |                               | → Jōbu Tetsudō              | 1942–1988                   |
| Brücke über Wasserlauf |                               | Kanna-gawa                  | Kanna-gawa                  |
| Bahnhof | 84,7                          | Gunma-Fujioka (群馬藤岡)    | 1931–                       |
| Brücke über Wasserlauf |                               | Nukui-gawa                  | Nukui-gawa                  |
| Kreuzung geradeaus unten |                               | ↔ Jōetsu-Shinkansen         | 1982–                       |
| |                               | Jōshin’etsu-Autobahn        |                             |
| Strecke von rechts · Strecke |                               | ← Takasaki-Linie            | 1884–                       |
| Strecke · Haltepunkt / Haltestelle | 88,4                          | Kita-Fujioka (北藤岡)       | 1931–                       |
| |                               |                             |                             |
| ehemalige Blockstelle | 88,5                          | Ausweiche Ono               | –1961                       |
| Brücke über Wasserlauf |                               | Karasu-gawa                 | Karasu-gawa                 |
| Abzweig geradeaus und von rechts |                               | ← Iwahana-Kleinbahn         | 1917–                       |
| Bahnhof | 92,0                          | Kuragano (倉賀野)           | 1894–                       |
| Strecke |                               | ↓ Takasaki-Linie            | 1884–                       |
| Haltepunkt / Haltestelle |                               | 96,4 Takasaki (高崎)        | 96,4 Takasaki (高崎)        |

Die Hachikō-Linie (japanisch 八高線, Hachikō-sen) ist eine Eisenbahnstrecke auf der japanischen Insel Honshū, die von der Bahngesellschaft JR East betrieben wird. Sie beginnt in Hachiōji in der Präfektur Tokio, durchquert den hügeligen westlichen Teil der Präfektur Saitama und endet in Takasaki in der Präfektur Gunma. Der Name setzt sich aus den jeweils ersten Kanji-Zeichen von Hachiōji und Takasaki zusammen.

## Beschreibung
Wie in Japan üblich ist die Hachikō-Linie in Kapspur (1067 mm) verlegt. Sie ist 92,0 km lang und bedient 23 Bahnhöfe und Haltestellen, die Höchstgeschwindigkeit beträgt 85 km/h. Betrieblich ist die Hachikō-Linie zweigeteilt: Der südliche Teil zwischen Hachiōji und Komagawa ist mit 1500 V Gleichspannung elektrifiziert und bildet mit der Kawagoe-Linie eine Einheit. Der nördliche Teil zwischen Komagawa und Kuragano hingegen ist die einzige nichtelektrifizierte Bahnstrecke in der Präfektur Saitama und wird von Dieseltriebwagen befahren. Zwar ist Kuragano die nominelle Endstation, die Züge verkehren jedoch weiter bis Takasaki. Durchschnittlich wurden im Fiskaljahr 2018 auf dem südlichen Teil der Hachikō-Linie täglich 20'978 und auf dem nördlichen Teil 3'393 Fahrgäste gezählt.

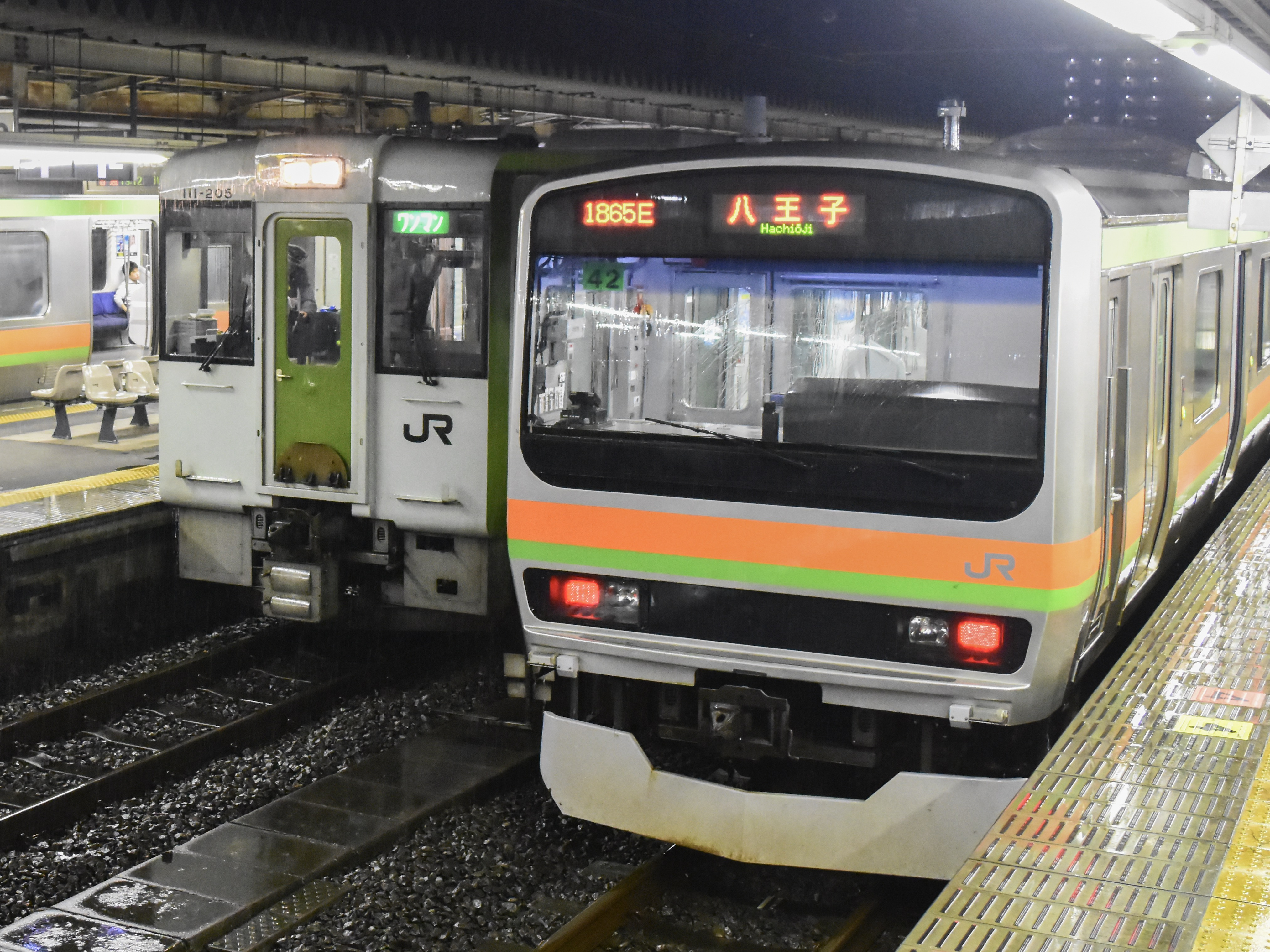
Zugkreuzung in Komagawa: Dieseltriebwagen KiHa 110 (links) und Triebzug E231-3000 (rechts)

Südlicher Ausgangspunkt ist der Bahnhof Hachiōji an der Chūō-Hauptlinie. Die zunächst ostwärts verlaufende Strecke überquert die Chūō-Autobahn sowie auf einer 571 m langen Brücke das breite Flusstal des Tama, anschließend wendet sie sich nach Norden. In Haijima bestehen Übergänge zur Itsukaichi-Linie, zur Ōme-Linie und zur Haijima-Linie. Vor Hakonegasaki weicht die Strecke auf einem kurzen Abschnitt von ihrer ursprünglichen Trasse ab, da sie der Verlängerung der Startbahn der Yokota Air Base im Weg stand. Inmitten der Kaji-Hügelkette bei Iruma wird auf 158 m T.P. der höchste Punkt erreicht, danach folgt eine Steilstrecke von bis zu 20 ‰ Neigung. In Higashi-Hannō trifft die Hachikō-Linie auf die Ikebukuro-Linie. Unmittelbar darauf folgt eine weitere Steilstrecke von 20 ‰ hinunter nach Komagawa, wo die Kawagoe-Linie abzweigt.
Kurz nach Komagawa zweigte eine Werksbahn des Zementkonzerns Taiheiyo Cement ab, die von 1963 bis 1984 in Betrieb war und nach Nishi-Oya an der Ogose-Linie führte. Diese wiederum mündet in Ogose wieder in die Hachikō-Linie ein. Sowohl in Ogawamachi als auch in Yorii besteht eine Verknüpfung mit der Tōbu Tōjō-Hauptlinie. Dazwischen führt die Strecke erneut durch hügeliges Gelände und weist mehrere enge Kurven auf. Außerdem kann in Yorii auf die Chichibu-Hauptlinie umgestiegen werden, die auf rund einem Kilometer Länge eine parallele Streckenführung besitzt. Die Hachikō-Linie erreicht daraufhin die Kantō-Ebene und wendet sich nach Nordwesten. Bis unmittelbar nach dem Bahnhof Kita-Fujioka ist die Strecke eingleisig, doch von hier aus bildet sie zusammen mit der Takasaki-Linie einen etwas mehr als drei Kilometer langen zweigleisigen Abschnitt bis Kuragano.

## Züge
Der elektrifizierte Teil der Hachikō-Linie bildet zusammen mit der daran anknüpfenden Kawagoe-Linie eine betriebliche Einheit. Somit verkehren fast alle Regionalzüge umsteigefrei von Hachiōji über Komagawa nach Kawagoe. Tagsüber wird ein Halbstundentakt angeboten, während der Hauptverkehrszeit einen 20-Minuten-Takt. Bei Störungen können die Zugläufe in Komagawa getrennt werden. Auf dem nichtelektrifizierten Teil verkehren Regionalzüge von Komagawa über Kuragano nach Takasaki mit einem angenäherten Stundentakt. Dabei bestehen vor- und nachmittages einzelne Taktlücken nördlich von Ogawamachi.
Von 1961 bis 1965 bot die Japanische Staatsbahn vereinzelte Schnellzüge an, die von Shinjuku über die Hachikō-Linie nach Minakami an der Jōetsu-Linie verkehrten.

## Geschichte
Im Anhang des revidierten Eisenbahnbaugesetzes von 1922 war die Hachikō-Linie mit der Projektnummer 51 verzeichnet. Das Eisenbahnministerium baute die Strecke von beiden Seiten her, wobei die zunächst nicht verbundenen Teilstrecken die temporären Bezeichnungen Hachikō-Nordlinie (八高北線, Hachikō-hokusen) und Hachikō-Südlinie (八高北線, Hachikō-nansen) trugen. Im Süden gingen die Abschnitte wie folgt in Betrieb: am 10. Dezember 1931 von Hachiōji nach Higashi-Hannō (25,6 km), am 15. April 1933 von Higashi-Hannō nach Ogose (14,0 km) und am 24. März 1934 von Ogose nach Ogawamachi (13,2 km). Im Norden eröffnete das Ministerium am 1. Juli 1931 den Abschnitt zwischen Kuragano und Kodama (16,1 km), anschließend am 25. Januar 1933 den Abschnitt zwischen Kodama und Yorii (12,0 km). Mit der Eröffnung des letzten verbliebenen Teilstücks zwischen Ogawamachi und Yorii (11,1 km) am 6. Oktober 1934 war die Hachikō-Linie vollendet.

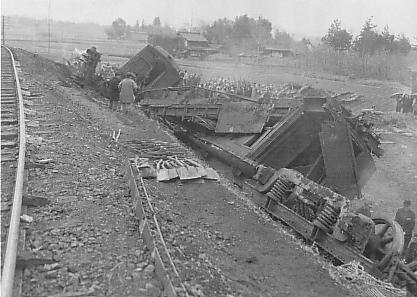
Eisenbahnunfall von Hannō

Kurz vor Ende des Pazifikkriegs sowie während der Nachkriegszeit ereigneten sich auf der Hachikō-Linie zwei der schwersten Eisenbahnunfälle in der Geschichte Japans. Beim Eisenbahnunfall von Hachiōji am 27. August 1945 stießen zwei Züge auf der Brücke über den Tama frontal aufeinander, dabei kamen 105 Menschen ums Leben. Weitere 184 Tote waren am 25. Februar 1947 beim Eisenbahnunfall von Hannō zu beklagen, als ein mit überhöhter Geschwindigkeit fahrender Zug in einer Kurve vom Bahndamm hinunter stürzte. Einen weiteren Unfall mit vier Todesopfern gab es am 14. Juli 1947, als ein amerikanischer Bomber des Typs Douglas A-26 kurz nach dem Start auf der Yokota Air Base wegen eines Triebwerkschadens abstürzte und dabei einen Zug auf der Tama-Brücke touchierte.
Im Rahmen der Privatisierung der Japanischen Staatsbahn ging die Hachikō-Linie am 1. April 1987 in den Besitz der neuen Gesellschaft JR East über, während JR Freight den Güterverkehr übernahm. Die neue Besitzerin elektrifizierte am 16. März 1996 den südlichen Teil der Strecke zwischen Hachiōji und Komagawa. Dadurch entstand in Komagawa eine betriebliche Zweiteilung, da die elektrischen Zugläufe seither mit der Kawagoe-Linie verknüpft sind. Am 31. März 2005 stellte JR Freight den Güterverkehr ein. Aufgrund des Taifuns Hagibis wurde am 18. Oktober 2019 das Gleisbett bei der Brücke über den Kanna in Kamikawa unterspült. Der Bahnverkehr musste daraufhin zwischen Komagawa und Yorii bis zum 27. November 2019 komplett eingestellt werden.

## Bilder

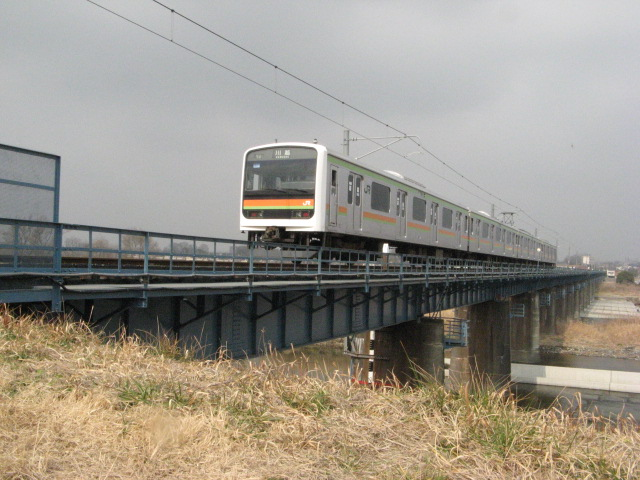
Tama-Brücke
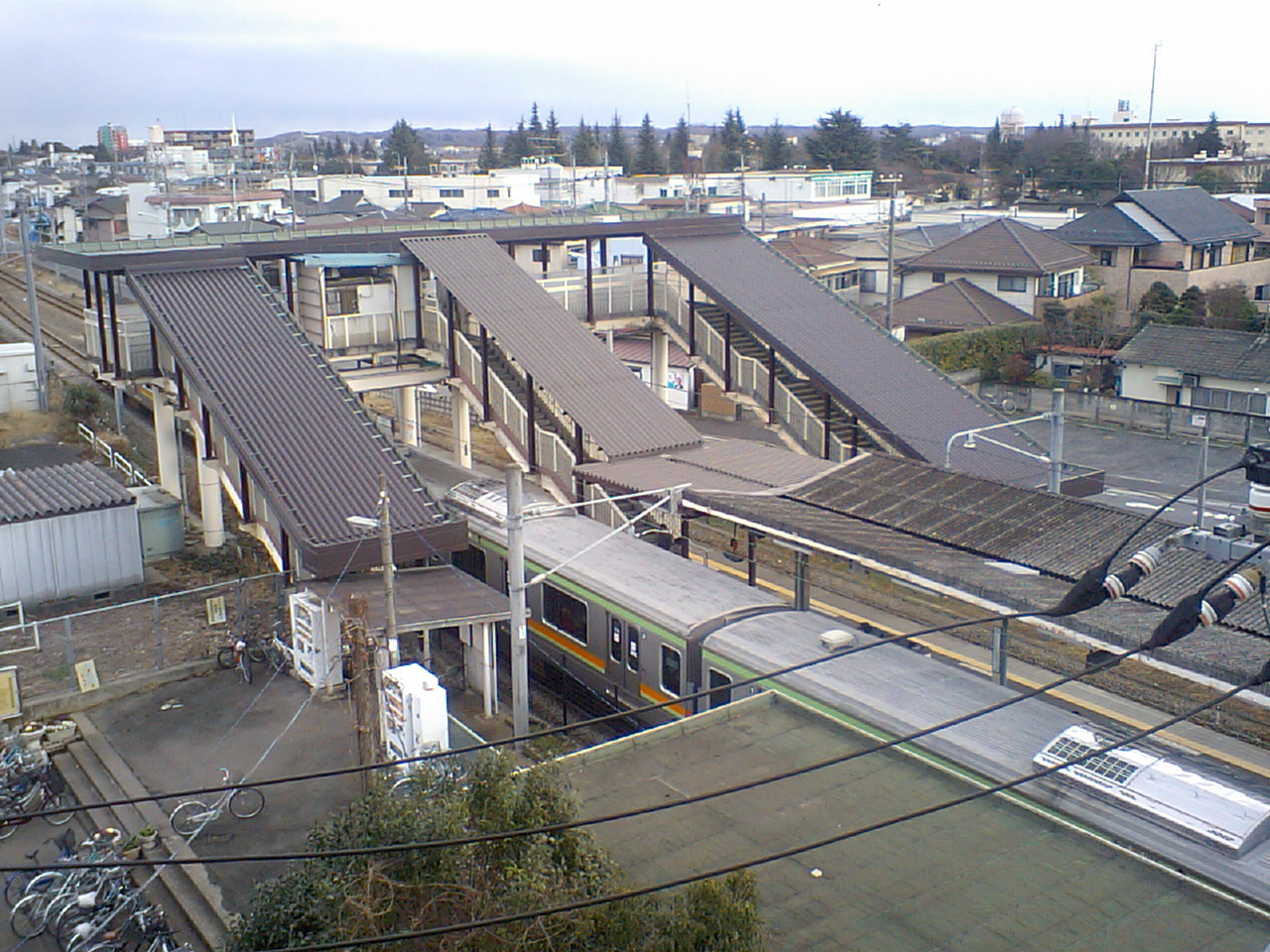
Bahnhof Higashi-Fussa
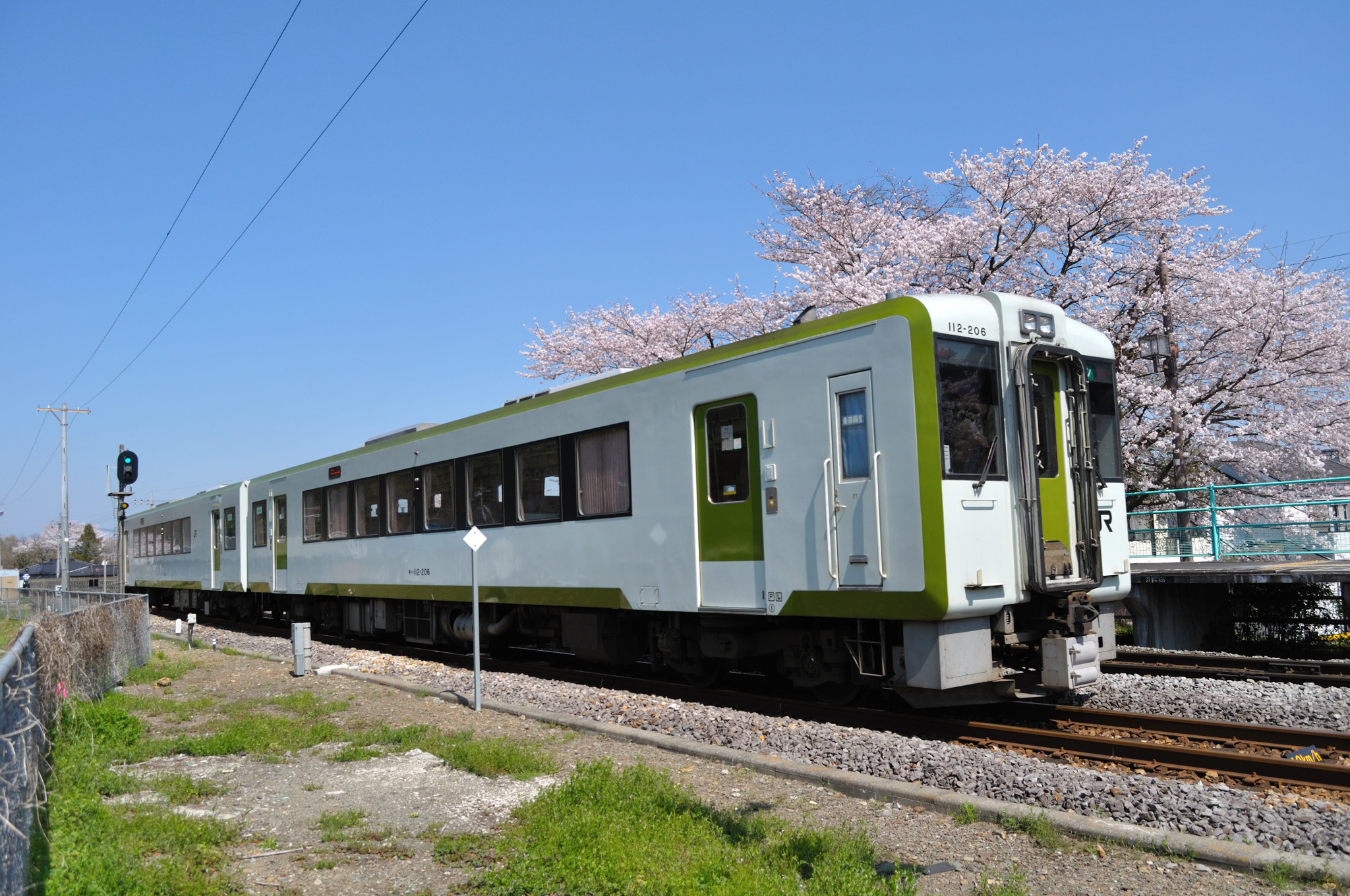
Zug in Myōkaku
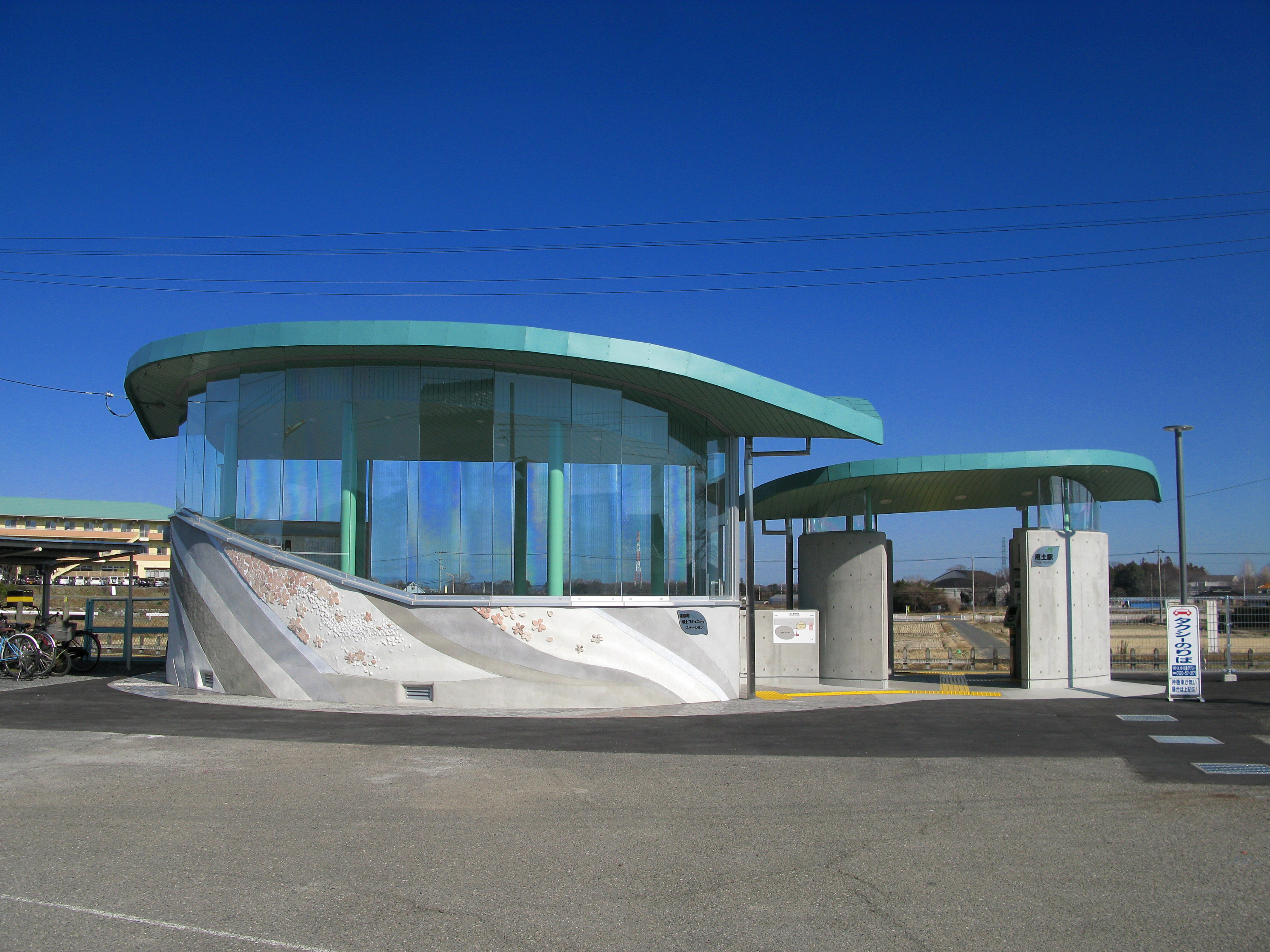
Bahnhof Yōdō
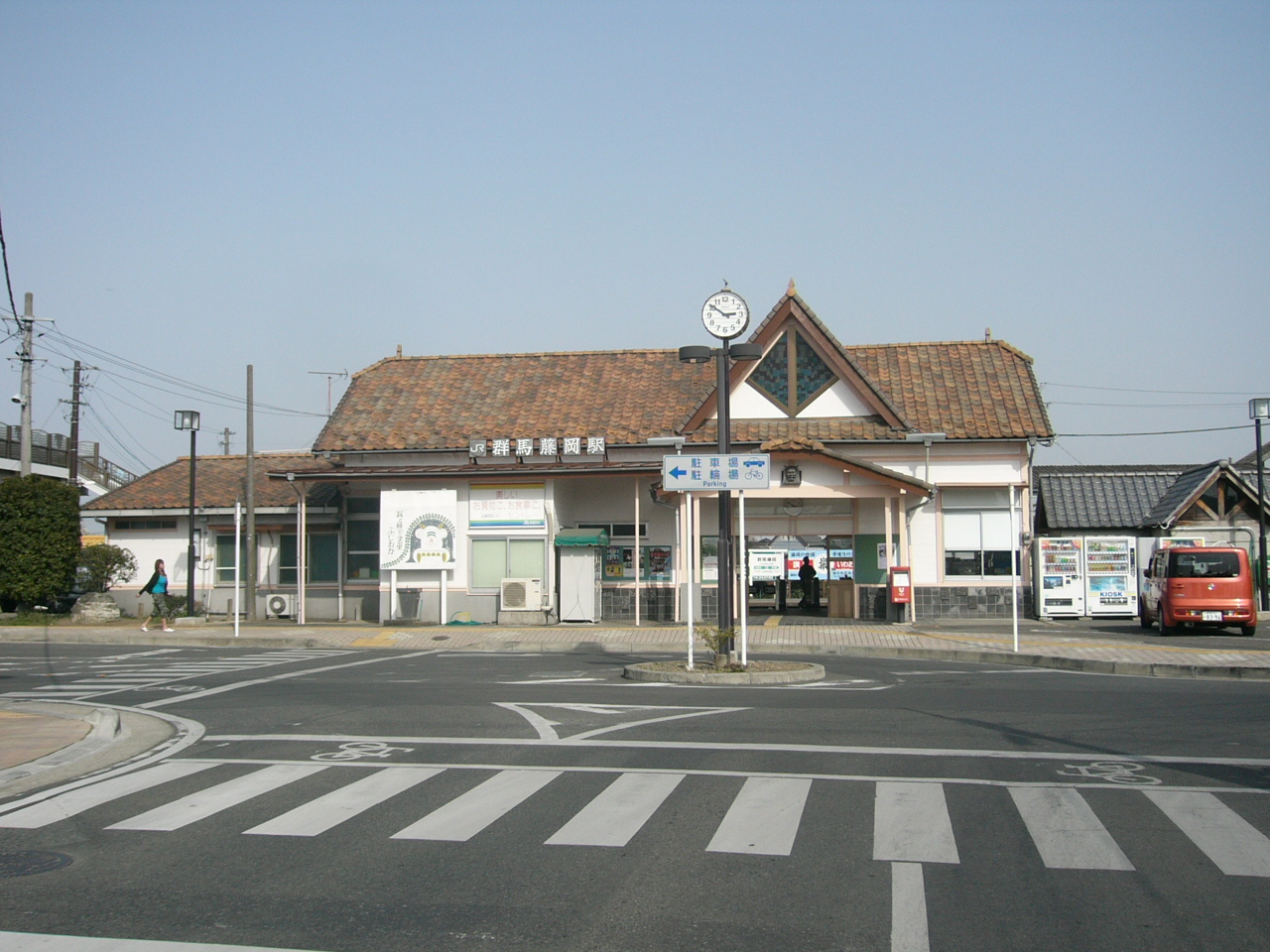
Bahnhof Gunma-Fujioka

## Liste der Bahnhöfe
| Name                          | km   | Anschlusslinien | Lage   | Ort      | Präfektur |
| ----------------------------- | ---- | --- | ------ | -------- | --------- |
| Hachiōji (八王子)             | 00,0 | Chūō-Hauptlinie Chūō-Schnellbahnlinie Yokohama-Linie im Bhf. Keiō-Hachiōji: Keiō-Linie                                    | Koord. | Hachiōji | Tokio     |
| Kita-Hachiōji (北八王子)      | 03,1 | | Koord. | Hachiōji | Tokio     |
| Komiya (小宮)                 | 05,1 | | Koord. | Hachiōji | Tokio     |
| Haijima (拝島)                | 09,9 | Itsukaichi-Linie Ōme-Linie Seibu Haijima-Linie                                                                            | Koord. | Akishima | Tokio     |
| Higashi-Fussa (東福生)        | 12,7 | | Koord. | Fussa    | Tokio     |
| Hakonegasaki (箱根ケ崎)       | 15,7 | | Koord. | Mizuho   | Tokio     |
| Kaneko (金子)                 | 20,5 | | Koord. | Iruma    | Saitama   |
| Higashi-Hannō (東飯能)        | 25,6 | Seibu Ikebukuro-Linie | Koord. | Hannō    | Saitama   |
| Komagawa (高麗川)             | 31,1 | Kawagoe-Linie | Koord. | Hidaka   | Saitama   |
| Moro (毛呂)                   | 36,9 | | Koord. | Moroyama | Saitama   |
| Ogose (越生)                  | 39,6 | Tōbu Ogose-Linie | Koord. | Ogose    | Saitama   |
| Myōkaku (明覚)                | 44,8 | | Koord. | Tokigawa | Saitama   |
| Ogawamachi (小川町)           | 52,8 | Tōbu Tōjō-Hauptlinie | Koord. | Ogawa    | Saitama   |
| Takezawa (竹沢)               | 56,3 | | Koord. | Ogawa    | Saitama   |
| Orihara (折原)                | 60,3 | | Koord. | Yorii    | Saitama   |
| Yorii (寄居)                  | 63,9 | Tōbu Tōjō-Hauptlinie Chichibu-Hauptlinie                                                                                  | Koord. | Yorii    | Saitama   |
| Yōdo (用土)                   | 68,4 | | Koord. | Yorii    | Saitama   |
| Matsuhisa (松久)              | 71,1 | | Koord. | Misato   | Saitama   |
| Kodama (児玉)                 | 75,9 | | Koord. | Honjō    | Saitama   |
| Tanshō (丹荘)                 | 80,0 | | Koord. | Kamikawa | Saitama   |
| Gunma-Fujioka (群馬藤岡)      | 84,7 | | Koord. | Fujioka  | Gunma     |
| Kita-Fujioka (北藤岡)         | 88,4 | | Koord. | Fujioka  | Gunma     |
| Kuragano (倉賀野)             | 92,0 | Takasaki-Linie | Koord. | Takasaki | Gunma     |
| weiter auf der Takasaki-Linie |      | |        |          |           |
| Takasaki (高崎)               | 96,4 | Hokuriku-Shinkansen Jōetsu-Shinkansen Jōetsu-Linie Jōshin-Linie Shin’etsu-Hauptlinie Shōnan-Shinjuku-Linie Takasaki-Linie | Koord. | Takasaki | Gunma     |